# 염료

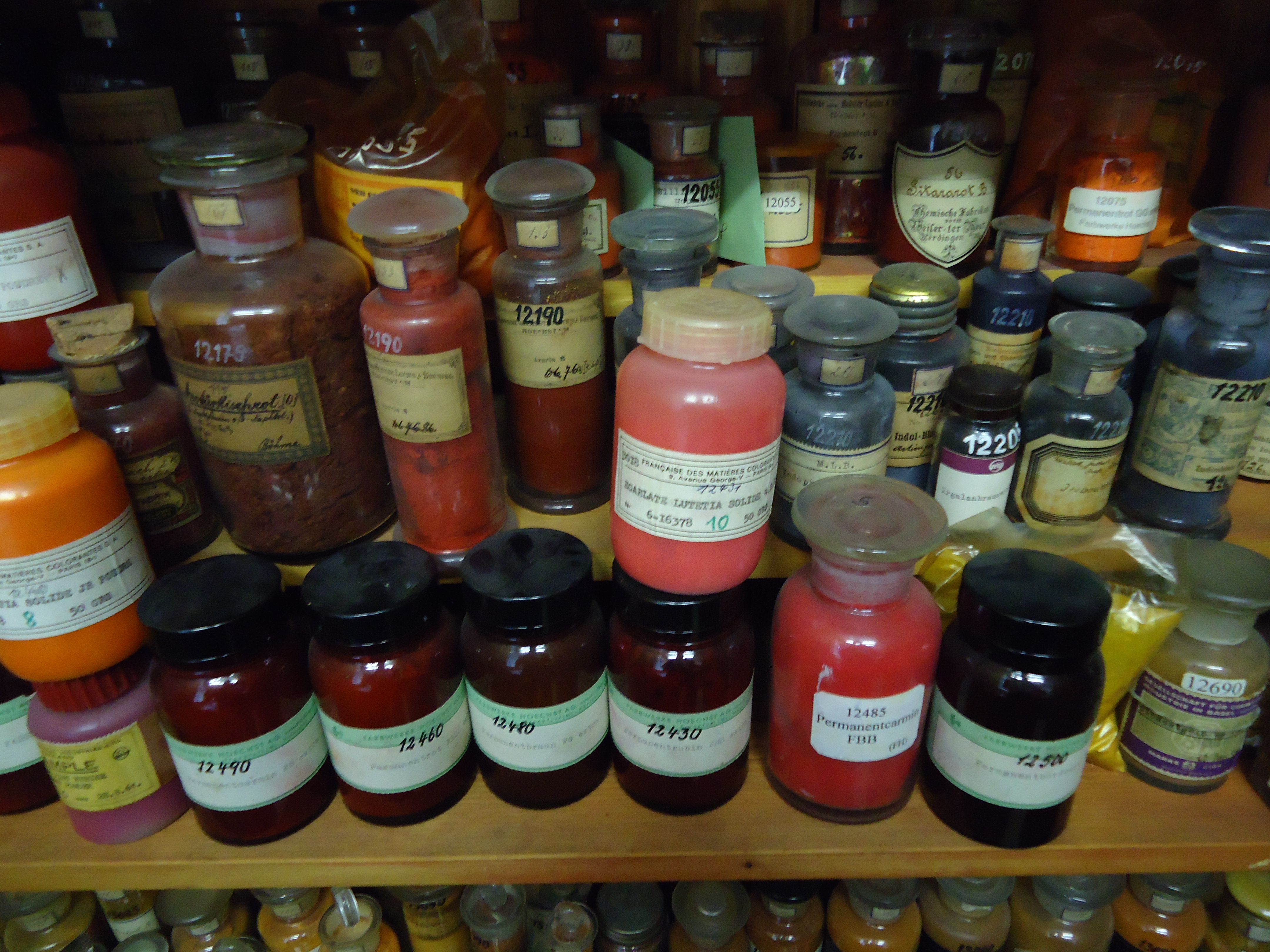

염료(染料)는 실이나 천, 옷감 등을 물들이는 색소로 물이나 기름, 알코올에 녹지 않는 안료와 구분된다. 염료는 일반적으로 수용액에 도포되며 섬유에 대한 염료 견뢰도를 향상시키기 위해 매염제가 필요할 수 있다. 천연염료와 합성염료로 나뉘며, 천연염료의 경우 물에 우려내어 명반 등의 매염제로 염색한다.
대부분의 천연 염료는 뿌리, 열매, 나무껍질, 잎, 나무, 곰팡이, 이끼 등 비동물성 물질에서 추출된다. 그러나 대규모 수요와 기술 발전으로 인해 현대에 사용되는 대부분의 염료는 석유화학물질 등의 물질을 원료로 합성하여 생산되고 있다. 일부는 곤충 및 광물에서 추출된다.
합성 염료는 다양한 화학 물질로부터 생산된다. 대부분의 염료는 가격이 우수하고 광학적 특성(색상) 및 탄력성(견뢰도, 매염성)이 우수하기 때문에 이러한 방식으로 얻는다. 염료와 안료 모두 가시광선의 일부 파장만 흡수하기 때문에 착색된다. 염료는 일반적으로 일부 용매에 용해되는 반면, 안료는 불용성이다. 일부 염료는 소금을 첨가하여 불용성으로 만들어 레이크 안료를 생성할 수 있다.

## 역사
화학이 오늘과 같이 발달하기 전에는 착색을 위해 산화제이철(Fe2O3)을 사용하거나 패각충의 일종인 연지벌레와 같은 곤충이나 식물의 색소를 추출하여 염료로서 사용하였다. 천연 염료는 자연에서 얻는 염료는 채취하는 방식에 따라 동물성 염료, 식물성 염료, 광물성 염료 등으로 나뉜다. 천연의 색소에 의존하지 않고 색을 가진 유기물질(염료)을 합성하여 여러 가지 색을 낼 수 있게 된 것은 19세기 중엽부터였다. 이 시대는 이른바 근대산업이 싹튼 시대로서, 산·알칼리 공업이나 코크스를 사용한 제철 산업 등이 일어났으며, 또 영국에서는 석탄을 건류하여 도시가스의 공급이 시작되었다(1812년).

### 최초의 합성염료
이와 같은 배경하에서 독일의 호프만(A. W von Hofmann, 1818 ∼ 1892)은 제철용의 코크스를 건류하고 나머지 찌꺼기인 석탄 타르의 연구를 진행시키고 있었다. 그리하여 호프만과 그의 조수인 퍼킨(W. H. Perkin, 1838 ∼ 1907)은 석탄 타르의 성분인 톨루이딘으로부터 키니네를 합성하는 도중 우연히 선명하게 착색되는 색소를 발견했다(1856년). 이것은 비단을 아름다운 자색으로 착색시킬 수 있어서 모빈(mauvein)이라고 이름이 붙여졌다. 그 후 퍼킨은 이 염료를 개량하여 1857년에 모브라는 합성염료회사를 설립하게 되었다. 그 후 아우구스트 케쿨레에 의한 벤젠을 중심으로 한 방향족 화합물의 구조나 합성법의 연구가 진행됨에 따라 1876년에는 비트(O. N. Witt, 1853 ∼ 1915)가 발색단·조색단 등 발색에 관한 기본적인 설을 제창했다. 염료의 합성은 이와 같은 화학적인 기초연구와 합성기술의 발달, 산업형태의 변화 등에 힘입어 점차로 발달하여 왔다. 그 중 특히 중요한 것은 독일의 그레베(K. Graebe, 1841∼1927) 및 리베르만(K. Liebermann, 1842∼1914)이 발견한 알리자린과 아돌프 폰 바이어가 발견한 인디고의 합성이다.

### 알리자린과 인디고
알리자린은 서양 꼭두서니의 뿌리에서 추출되는 색소로서, 옛날부터 목면 등을 붉게 염색하는 데 사용되었다. 그 때문에 서양꼭두서니는 남프랑스를 중심으로 널리 재배되어 왔다. 그러나 그레베는 알리자린이 안트라센의 유도체라는 사실을 발견하여, 1868년 안트라센으로부터의 합성에 성공했다. 이 합성법은 독일과 영국에서 곧 공업화되어 천연에 의존하지 않는 알리자린염료가 대량으로 얻어지게 되었다. 그 때문에 1880년까지 서양꼭두서니의 재배는 모두 자취를 감추고 말았다.
한편 쪽에서 추출되는 인디고(indigo)는 양모나 견사와 같은 동물성 섬유와 목면이나 삼과 같은 식물성섬유에서 잘 물들어, 기원전 2,000 ∼ 1,000년경부터 이미 이집트에서 사용되었다. 인디고는 아름다운 남색으로 물들며, 내후성이 좋은 염료인데, 원료인 쪽은 인도를 중심으로 대량으로 재배되었다. 그러나 이것도 1880년에 독일의 바이어에 의해서 합성되었다. 그 후 합성방식을 개량하여 간단히 합성할 수 있게 됨에 따라, 독일은 1900년 천연 쪽의 수입을 중지함과 동시에 반대로 합성품을 전 세계로 공급하는 입장이 되었다. 그 때문에 쪽의 재배도 급속히 쇠퇴하고 말았다.
이와 같은 두 염료의 합성은 종래의 천연에 의존하는 방식에서 화학적으로 합성하는 방식으로의 극적인 전환이었다. 그 후부터 화학합성의 길이 급속히 넓어지게 되었다. 또한 19세기 중엽의 타르공업을 중심으로 한 합성염료에 관한 연구의 결과로 현재에는 수만 종류에 이르는 합성염료가 개발되었고, 뿐만 아니라 합성의약공업의 기초도 확립하게 되었다.

## 염료

### 염료의 용도
염료의 주요한 용도는 섬유에 대한 염색이나, 오늘날에는 피혁·모피·종이·식용유지(食用油脂)로부터 연료에 이르기까지 이용 범위가 넓어졌다. 또한 여러 가지 잉크·사진감광색소·의학에도 널리 사용되고 있다. 이와 같은 광범한 용도에 대해 현재 약 40,000종, 2,500 품목에 이르는 합성염료가 만들어져 있어 각 용도에 따라 사용되고 있다.

### 염료의 분류와 사용법
섬유 염색에는 섬유의 종류에 따라 다음과 같은 사용법이 있다. 식물성섬유에는 직접염료·염기성염료·건염염료(建染染料)·황화염료(黃化染料)·불용성염료가 사용되며, 동물 섬유에 대해서는 염기성염료·산성염료·매염염료(媒染染料)·가용성(可溶性)건염염료가 사용된다. 또 합성섬유에 대해서는 주로 분산염료(分散染料)·불용성 아조염료가 사용되는 일이 많다. 이와 같은 염료가 각기 사용되는 것은 색소분자가 염료로서 섬유에 단단히 고정되기 위해서는 섬유가 필요로 하는 염료분자에 차이가 있기 때문이다.

#### 염기성염료와 산성염료
예를 들면 양모나 비단은 폴리펩티드로 된 고분자이기 때문에 분자 내에 카르복시기나 아미노기를 많이 가지고 있다. 그 때문에 산성 또는 알칼리성의 기(基)를 가지고 있는 염료는 섬유의 산 알칼리기와 염 또는 수소결합을 만들어서 강하게 결합된다. 이와 같은 염료를 각각 산성염료·염기성염료라 부르고 있다. 말라카이트 그린은 염기성 염료의 일종이다.

#### 직접염료
목면이나 삼·레이온과 같은 식물성섬유는 중성의 분자로 구성되어 있기 때문에 양모나 비단용의 염료로는 착색이 잘 되지 않는다. 그러므로 셀룰로스 분자가 가지고 있는 수산기(－OH)와 직접 강하게 결합되는 염료가 사용된다. 이것이 직접염료로, 콩고레드(congo red)를 비롯하여 벤젠계의 아조염료 등이 있다.

#### 건염염료
목면의 경우에 흔히 사용되는 염색 방법에 건염(建染)이라고 하는 방법이 있다. 이것은 염료 자체만으로는 물에도 녹지 않고 또 섬유에도 친화력이 없는 것을 일단 다른 화합물의 형태로 섬유에 흡착시켜 놓고 그 후 원래의 염료의 형태로 환원하여 발색시키는 것이다. 옛날부터 쪽염색에 사용되어 온 인디고가 그 대표적인 것으로, 먼저 인디고를 알칼리성 환원제로 환원하여 디히드로화합물(흰쪽)로 하고 알칼리성으로 만들어서 섬유에 놓아 두면, 섬유에 흡착되어 있던 디히드로화합물은 산화되어 원래의 인디고로 환원되어 남색으로 발색한다.

#### 매염염료
중성의 목면에 염색하는 경우 여기에 적당한 처리를 하여 산성기(酸性基) 또는 염기성기를 섬유에 부착시켜 주면 산성 또는 염기성염료로 염색이 가능하게 된다. 이와 같이 천과 염료의 관계를 중개해 주는 물질을 '매염제'라고 하며, 이러한 염색법을 매염염색이라고 한다. 알리자린에 의한 염색은 이 방법이 사용되었던 것으로, 옛날에는 먼저 산패(酸敗)한 올리브유에 석회를 넣고 여기에 목면을 담갔다. 그리고 이어서 황산알루미늄으로 처리하여 콜로이드상의 금속 산화물이 섬유의 표면에 붙어 염료가 천에 부착하기 쉬운 상태로 했다. 이렇게 하여 매염이 끝난 천을, 알리자린염료를 곱게 분산시킨 액에다 담그면 알리자린 4분자는 금속 수산화물과 화합하여 터키 레드(turkey red：madder lake)라고 하는 화합물을 만들고 적색으로 물든다. 이 방법에 의해서 염색을 하려면 몇 개월이 걸리므로, 현재는 매염제로 다른 금속을 사용하여 쉽게 염색하고 있다.

#### 반응성염료
섬유 중의 관능기와 화학 반응하여 공유결합에 의해 염착되는 염료를 반응성염료라고 한다. 현재 면, 레이온, 마 등의 셀룰로오스 섬유 및 양모, 견, 나일론 등의 천연 및 합성 폴리아미드 섬유를 대상으로 한 반응성 염료가 공업화되어 있으며, 그 중에서도 셀룰로오스 섬유용 반응성 염료의 생산량이 대부분을 차지하고 있다.

#### 분산염료
물에 난용성이며, 물 속에 분산시켜 아세테이트 섬유 및 폴리에스테르 섬유 등의 소수성 섬유의 염색에 이용되는 염료로, 제 2차 세계대전 이후 폴리에스테르 섬유의 급격한 신장에 의해 생산량이 크게 증대한 염료이다.

## 염색

### 천에 무늬 넣기
천에 염색을 하는 경우, 전체를 고르게 염색하는 경우 및 무늬를 넣는 경우가 있다. 천을 고르게 염색하는 데는 주로 포염기(布染機)를 사용하는데, 여기에는 염료와 조제(助劑)가 들어 있는 통이 갖추어져 있다. 무늬를 넣는 경우에는 날염(捺染)이라고 하는 방법이 채택된다.

### 날염
가정에서 수예품을 염색하는 데 납염(蠟染)이라고 하는 염색법이 흔히 사용되는데, 이것은 간단한 날염법의 일종으로, 천의 일부를 초로 덮고 염색하면 그 부분만이 염색되지 않고 남아 무늬 있는 천이 된다. 또 건염염료를 사용하는 경우에는 알칼리성 하이드로설파이드와 환원형 염료의 풀을 천의 무늬를 넣으려는 부분에 이겨 붙여 놓고, 다음에 산화욕(酸化浴) 중에서 산화시켜 발색시키면 간단히 무늬를 넣을 수가 있다.

### 아리다이(aridy) 법
동일한 무늬를 천에 날염하는 방법으로서는 이 방법이 흔히 이용된다. 이것은 물 혹은 기름에 녹지 않는 프탈로시아닌안료나 안트라키논류의 안료를 유탄액(乳濁液) 속에 잘 분산시킨 풀(paste)로 만들어서 이것으로 날염한다. 그런데 이 경우에는 유탁액에 열경화성수지(예를 들면 요소수지·글리프탈수지의 변성품)를 함유한 용매를 사용한다. 이렇게 하면 날염 후 열처리를 함으로써 수지가 굳어져서 안료가 옷감에 강하게 붙는다. 보통의 염색에서는 염료가 섬유분자와 어떤 화합결합으로 연결되어 있는 데 비해, 이 경우에는 물에도 기름에도 녹지 않는 안료가 수지의 힘으로 섬유에 부착되어 있게 된다. 오늘날에는 이 방법을 개선하여 인쇄기와 같은 기계를 써서 동일한 무늬를 차례로 찍혀서 나오게 하고 있다(프린트 옷감). 일반적으로 이와 같이 안료를 분산시키는 것을 분산염료(分散染料)라 하는데, 이것은 합성섬유와 같이 염료와의 관능기(官能基)를 가지고 있지 않는 것이 많이 사용된다.

## 각국의 전통 염료
인간은 선사시대부터 염료를 사용해 왔으며 전 세계의 문화마다 특색있는 전통 염료가 있다.

### 대한민국
대한민국에서 쓰인 전통적인 염료에는 쪽, 치자, 홍화, 황련, 칡, 먹 등이 있다.

### 인도
- 문신을 새기는 데 쓰이는 헤나도 염료의 일종이다.

### 천연 염료에 의한 염색
천연 염료를 이용하여 옷감을 물들이는 방법은 다음과 같다.
- 염료 추출 : 옷감을 물들일 수 있는 염료는 모두 수용성이기 때문에 물을 이용하여 우려낼 수 있다.
- 염색 : 추출된 염료에 옷감 등 염색하고자 하는 것과 함께 명반 등의 매염제를 넣고 잘 주무른다. 경우에 따라서 끓이기도 한다.
- 건조 : 염료가 착색되면 잘 말린다.
- 행굼 : 다 마른 옷감은 깨끗한 물에 행궈 다시 말린다.
- 반복 : 위 과정을 여러 번 반복하면 옷감이 짙게 염색된다. 쪽을 이용하여 한 번 염색하면 하늘색 옷감이 되지만 대여섯 번 반복하여 염색하면 남색 옷감이 된다.

## 참고 문헌
- <<한국의 천연염료 - 전통염료와 천연염색기술>>, 김재필, 이정진, 2003, 서울대학교 규장각 한국학연구원.

## 같이 보기
- 도료
- 안료